# ドレスデン条約 (1709年)
ドレスデン条約（ドレスデンじょうやく、英語: Treaty of Dresden）は、大北方戦争中の1709年6月28日に締結された条約。
条約により、デンマーク＝ノルウェー王フレデリク4世とポーランド王アウグスト2世の間の反スウェーデン同盟が再成立した。